# Indian Love Call/Begin the Beguine
Indian Love Call/Begin the Beguine è un singolo di Artie Shaw, realizzato con la sua orchestra e pubblicato dalla Bluebird, etichetta della RCA Victor, il 17 agosto 1938.

## Il disco
Indian Love Call è la cover di un brano tratto dall'operetta Rose-Marie del 1924 scritto da Rudolf Friml e Herbert Stothart per le musiche e da Otto Harbach e Oscar Hammerstein II per i testi, mentre Begin the Beguine è la cover del noto brano scritto da Cole Porter.
Dopo aver firmato un nuovo contratto discografico con la RCA Victor, Shaw scelse Begin the Beguine come primo dei sei brani da incidere con la sua nuova orchestra a 14 elementi, nel corso della prima sessione in studio alla RCA. La sessione si tenne nello "Studio 2" della RCA sulla East 24th Street a New York il 24 luglio 1938.

## Tracce
1. Indian Love Call
2. Begin the Beguine